# 中国农工民主党海南省委员会
中国农工民主党海南省委员会，简称农工党海南省委、海南农工党，是中国农工民主党在海南省的地方组织。